# Žlkovce
Žlkovce (Hongaars: Zsúk) is een Slowaakse gemeente in de regio Trnava, en maakt deel uit van het district Hlohovec.
Žlkovce telt 637 inwoners.